# Dietrich Hohmann (Mediziner)

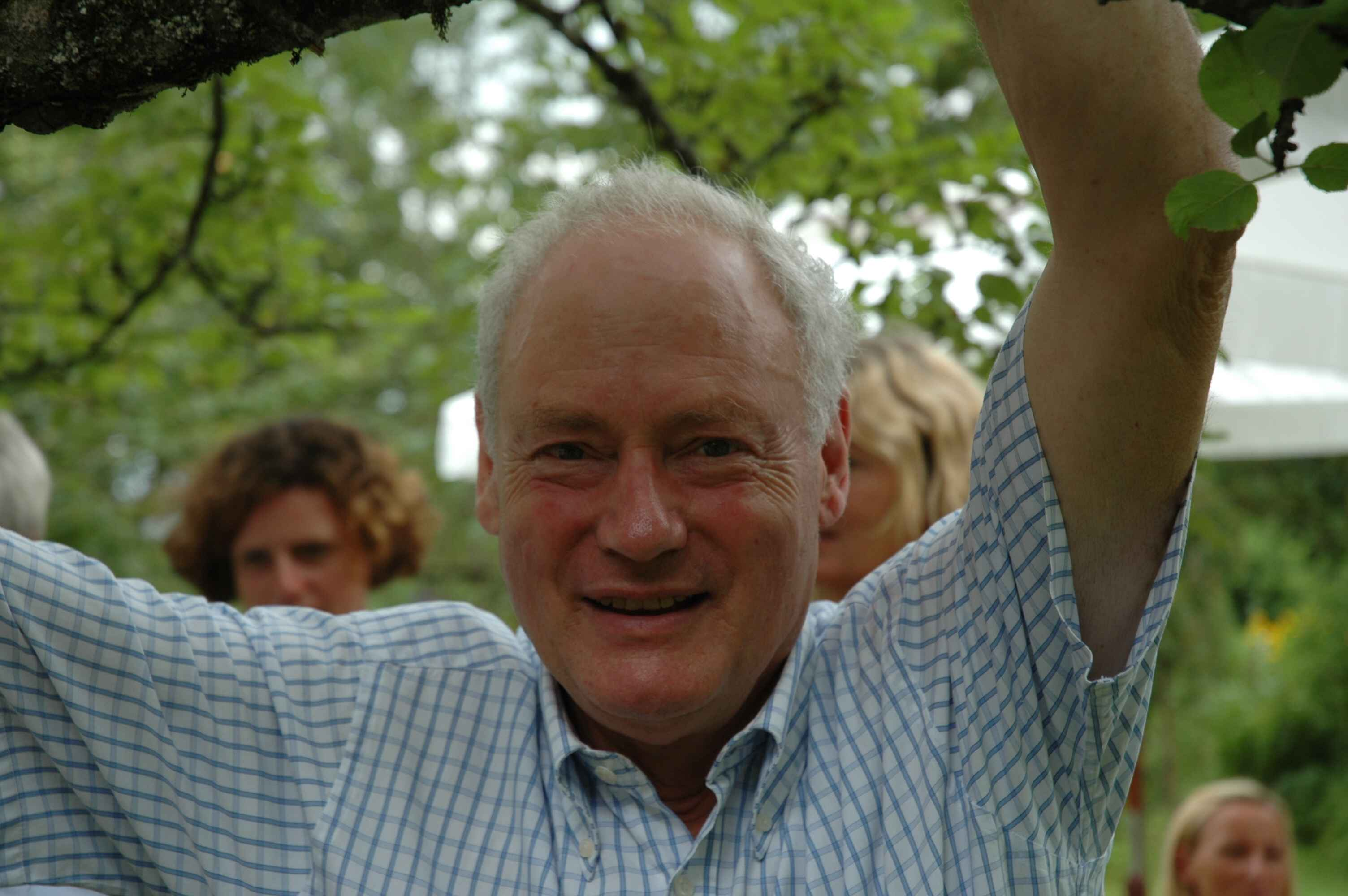

Dietrich Hohmann (* 22. Juli 1930 in München; † 17. Februar 2012 in Erlangen) war ein deutscher Orthopäde. Seine Schwerpunkte in Forschung und Operationspraxis waren Erkrankungen und Verletzungen der Wirbelsäule sowie der Hüft- und Kniegelenke.

## Werdegang
Hohmann studierte von 1949 bis 1954 Medizin an der Ludwig-Maximilians-Universität München, wo er 1960 promovierte. Nach der Habilitation 1967 wechselte er an die Freie Universität Berlin und leitete dort als Privatdozent zwei Jahre lang kommissarisch die Orthopädische Klinik. 1969 folgte er einem Ruf auf den Lehrstuhl für Orthopädie der Friedrich-Alexander-Universität Erlangen-Nürnberg, in deren Orthopädischem Klinikum er bis 1998 als Vorstand wirkte.
1979 wurde er Vorsitzender des Kongressberufsverbandes der Fachärzte für Orthopädie, seit 1984 war er Präsident der Deutschen Gesellschaft für Orthopädie und Traumatologie, die heute Deutsche Gesellschaft für Orthopädie und Orthopädische Chirurgie heißt.